# Neomaenas monachus
Neomaenas monachus är en fjärilsart som beskrevs av Reed 1877. Neomaenas monachus ingår i släktet Neomaenas och familjen praktfjärilar. Inga underarter finns listade i Catalogue of Life.